# Ханчев, Веселин
Веселин Симеонов Ханчев (болг. Веселин Симеонов Ханчев 4 апреля 1919, Стара-Загора, Болгария — 4 ноября 1966, София, Болгария) — болгарский поэт, публицист, драматург, переводчик и критик. Заслуженный деятель культуры Болгарии (1963).

## Жизнеописание
Закончив гимназию в в Стара-Загоре, Веселин Ханчев учился на юридическом факультете Софийского университета (1941—43). С 1944 года вступил в Болгарскую коммунистическую партию. Принял участие в Второй мировой войне (1944—45), был на должностях помощника редактора (1938—1943) в газете «Литературен глас» («Литературный голос»), руководителя отдела литературы и искусства в «Радио „София“» (1945), редактора (с 1958) журнала «Пламък» («Пламя») и драматурга в Народной опере (1949—51) и в Софийском театре сатиры. Работал советником по вопросам культуры при болгарском посольстве в Варшаве (1962—64) и Париже (1964—66). В 1963 Ханчеву присвоили звание заслуженного деятеля культуры Болгарии. Дважды (в 1959 и 1962) он становился лауреатом Димитровской премии. В последние годы жизни очень тяжело болел, но писал стихи до самого конца.

## Творчество
Первые произведения вышли в 1934 году. Сотрудничал с газетами «Час» (рус. «Время»), «Литературен глас» («Литературный голос»), а после 1944 года — со всеми литературными периодическими изданиями. В своём первом сборнике стихов «Испания на кръст» («Испания на кресте»), посвящённом гражданской войне в Испании, преобладают пацифистские настроения, протест против войны. В образе распятой Испании читалась Болгария, управляемая антинародным правительством. Новым этапом творческого развития стал сборник «Стихове в паласките» («Стихи в патронташах») — лирический рассказ о героизме и мужестве болгарских солдат во Второй мировой войне. У Веселина Ханчева всегда были в единстве и гармонии гражданское и личное. Ему удалось обойти присущие социалистическому реализму декларации и лозунги. Любовь к людям осознана поэтом как необходимое условие индивидуальной творческой жизни. Лирика Ханчева драматична, но имеет в себе очень много света, веры в победу добра над ненавистью. Уже смертельно больной, он творил пронизанные болью, но всё же жизнелюбивые стихи. «Люди, вот диагноз моей болезни — я живу», написано в стихе «Жил съм» — «Я живу». Одно из прощальных произведений поэта — это короткое вместительное стихотворение «Постъпване в болницата» — «Прибытие в больницу»:
| ПОСТЪПВАНЕ В БОЛНИЦАТА Мога ли в стая с единствен креват, докторе, да оживея? Има ли стая за целият свят? В нея сложете ме, в нея! | ПРИБЫТИЕ В БОЛЬНИЦУ Врач, в этой тесноте, ну скажите, Как я смогу ожить? Есть здесь палата, большая, как мир? В ней вы меня положите! |

Веселин Ханчев известен также как драматург. Он написал пьесы «Злато» («Золото»), «Отровен хляб» («Отравленный хлеб»), «Двамата и смъртта» («Двое и смерть»), а также сценарий к фильму (не реализован) «Крали Марко» («Пик Марко»). Перевёл «Героическую комедию» Ростана (1961), произведения французских (Жак Превер) и русских поэтов. Стихи Веселина Ханчева переведены на немецкий, польский, румынском, русский, украинский, венгерский, французский, чешский, японский и другие языки.

## Награды и почести
- 1959, 1962 — Димитровская премия
- 1963 — звание заслуженного деятеля культуры Болгарии
- С 1984-го в Стара-Загоре ежегодно устраивают Национальный молодёжный конкурс поэзии имени Веселина Ханчева[4]. В нём могут принять участие поэты в возрасте 14 — 25 лет, которые ещё не издали ни одного поэтического сборника. Наградой победителю становится публикация его первого сборника стихов[5].

Именем Веселина Ханчева названы средние школы № 142 и № 9 соответственно в Софии и Стара-Загоре, а также улицы в тех же городах.

## Произведения

### Поэзия
- Испания на кръст, 1937 — «Испания на кресте» (сборник стихов)
- Избрани стихове, 1948 — «Избранные стихи» (сборник стихов)
- Знаме на дружбата, 1952 — «Знамя дружбы» (сборник стихов для пионеров)
- Луиджи, 1953 — «Луиджи» (поэма)
- Стихове в паласките, 1954, (1957, 1960) — «Стихи в патронташах» (сборник гражданской лирики)
- Смешен пантеон, 1957 —"Смешной пантеон" (сборник стихов)
- Лирика, 1960 — «Лирика»
- Машината на времето, 1960 — «Машина времени» (сборник стихов)
- Роза на ветровете, стихотворения, 1960 — «Роза ветров» (сборник стихов)
- Чудната врата, 1960 — «Удивительные двери» (сборник стихов для детей)
- Лирика, 1961 — «Лирика»
- Стихотворения, 1962 — «Стихи»
- Пъстро ято, 1963 — «Пестрая стая» (сборник стихов для юношества)
- За да останеш, 1965 — «Чтобы остаться» (избранная лирика)
- Свирепият славей, сатирические стихотворения, 1965
- Стихотворения, 1966 (II изд. на Библиотека за ученика) — «Стихи» (II издания, «Библиотека ученика»)
- Стихотворения, 1966 — «Стихи»
- Избрани произведения, 1969 — «Избранные произведения» (под редакцией и с предисловием Е. Петрова)
- Избрани творби, 1976 (1980, 1986) — «Избранные произведения»
- Жив съм, стихове, 1987 — «Я жив» (сборник стихов)
- «Последно писмо»
- «Под Люляка»

### Драматургия
- «Малки пиеси за големи сърца» — «Маленькие пьесы для больших сердец» (одноактная пьеса, опубликована посмертно в 1967)
- «Злато» — «Золото» (пьеса)
- «Отровен хляб» — «Отравленный хлеб» (пьеса)
- «Двамата и смъртта» — «Двое и смерть» (пьеса)
- «Крали Марко» — «Крали Марко» (не реализованный сценарий фильма)